# خزيمة بن أوس
خزيمة بن أوس (المتوفي سنة 13 هـ) صحابي من الأنصار من بني غنم بن مالك بن النجار من الخزرج، شهد مع النبي محمد غزواته كلها، ثم شارك في الفتح الإسلامي لفارس، وقتل في موقعة الجسر.